# Žebrák
Žebrák è una città della Repubblica Ceca facente parte del distretto di Beroun, in Boemia Centrale.

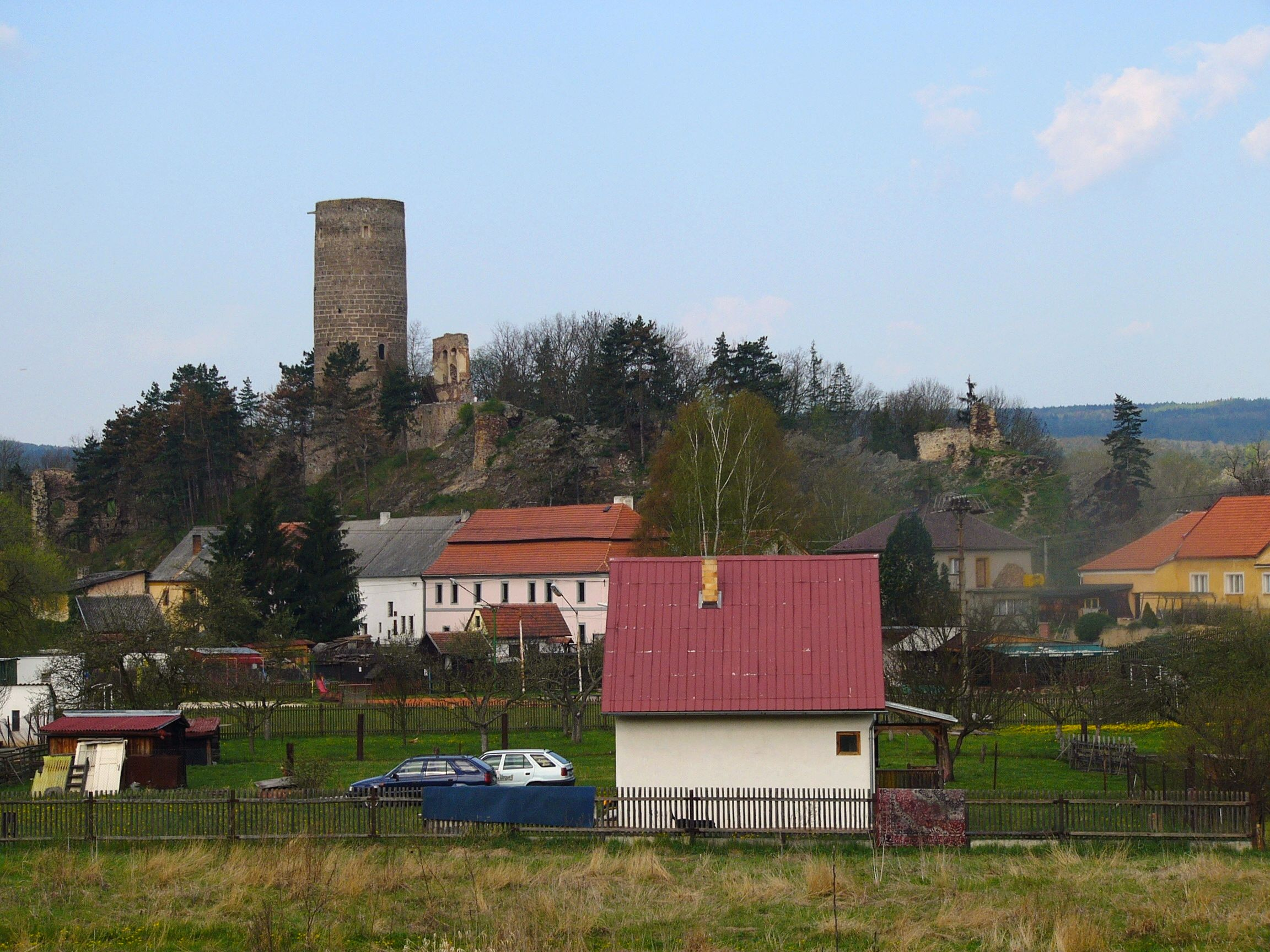
Veduta dal paese

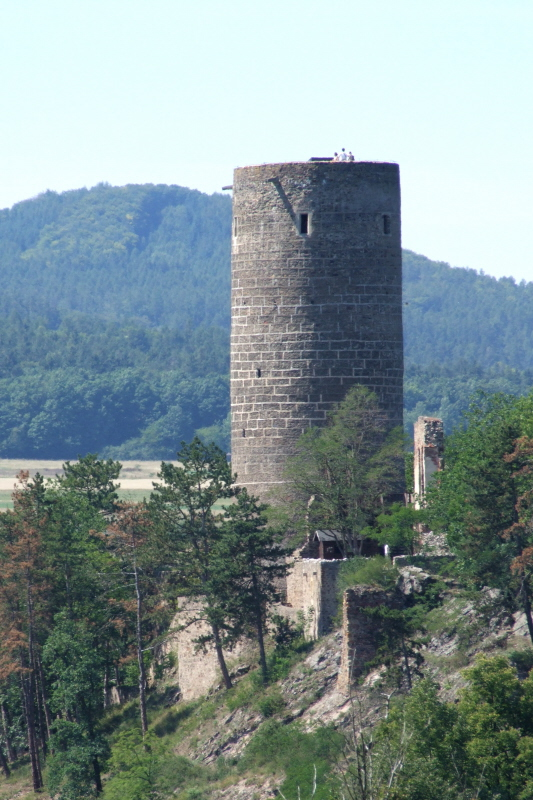
La torre e i resti del castello

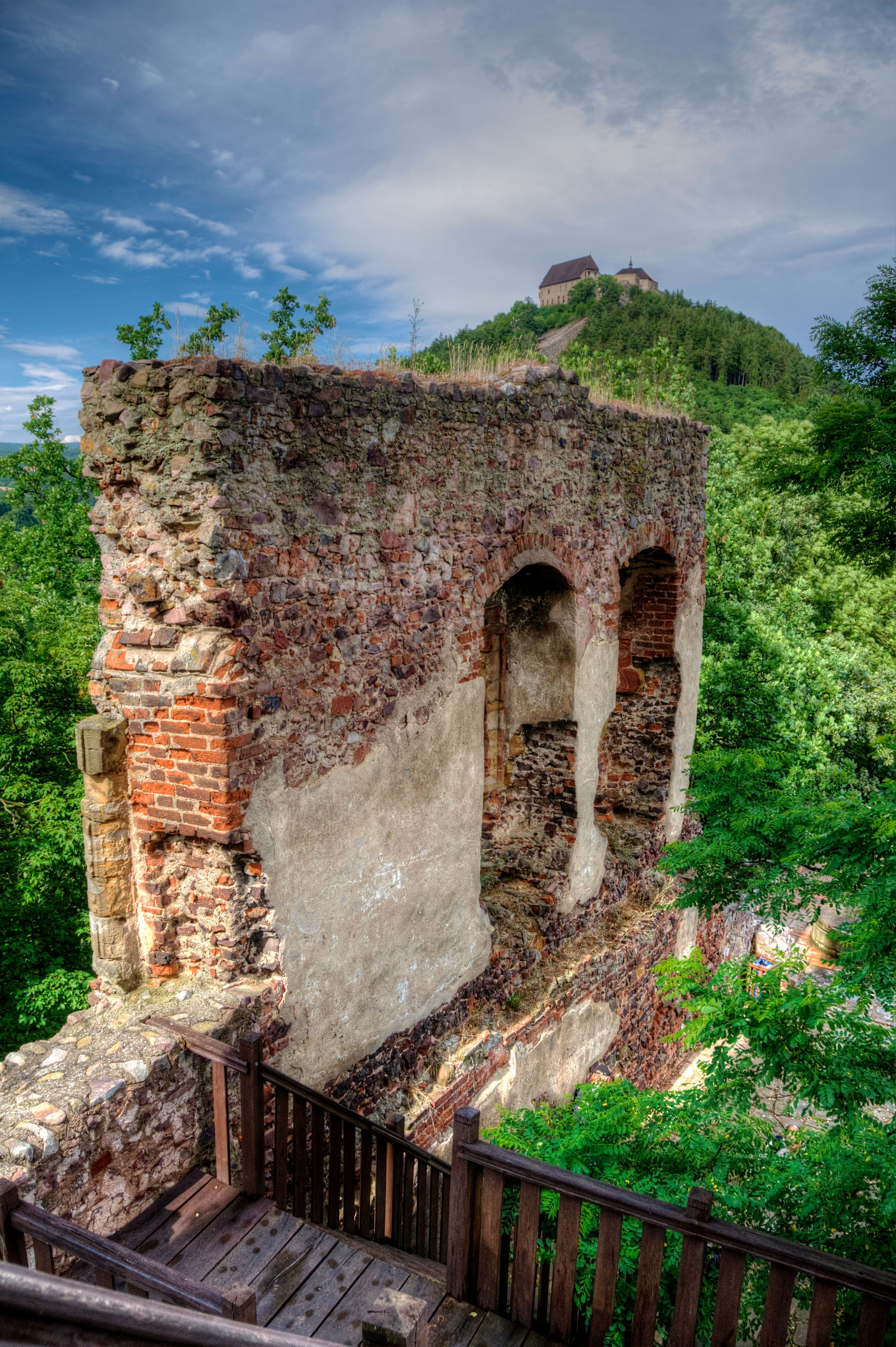
I resti del palazzo antico; in cima alla collina, il castello di Točník

## Il castello di Žebrák
Il castello di Žebrák risale agli inizi del XIV secolo.  Il complesso comprende oggi i ruderi di un edificio ("palazzo antico") e la grande torre circolare, da cui si ha una vista sui dintorni.